# 巴达克山

巴达克山，北部今属塔吉克斯坦，南部今属阿富汗

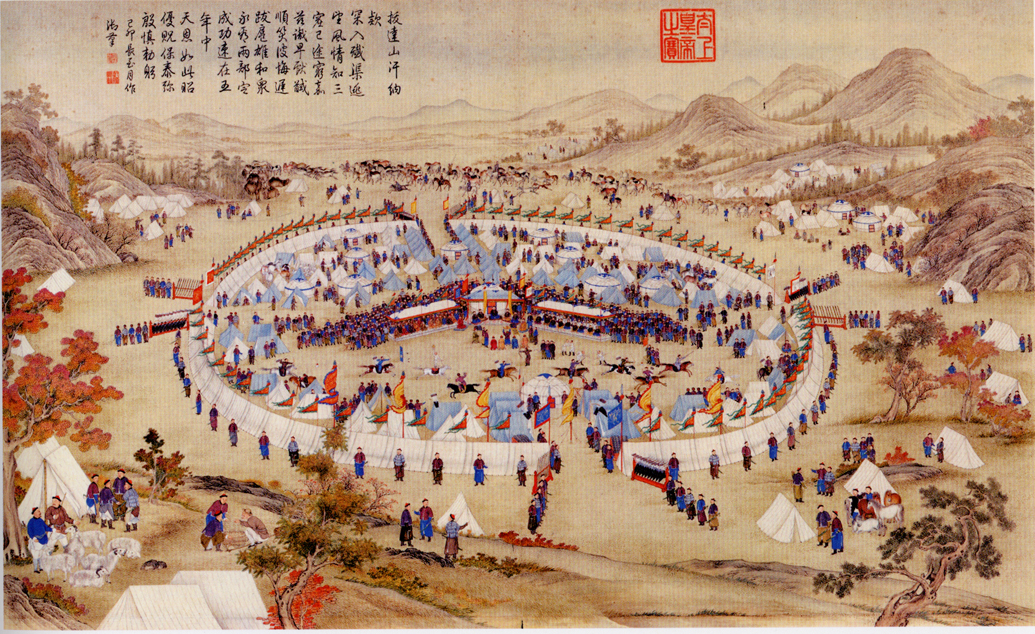
清乾隆《拔達克山汗納款圖》

巴達克山（波斯语: بد خشان），一作“拔達克山”，今译巴达赫尚，中亚古国，其控制范围大致位于今日阿富汗东北部和塔吉克斯坦东部。
明史中称把丹沙或八答黑商，原被迷里忽辛在帖木尔的帮助下征服，后成为帖木尔帝国的属国之一，由沙哈鲁的一位儿子镇守，帖木儿帝国崩溃后成为独立王国。
《回回館譯語》中称巴丹沙。
其首领称锁鲁檀，曾于永乐十八年（1420年）、景泰七年（1456年）、天顺五年（1461年）、六年（1462年）、成化十九年（1483年）和弘治三年（1490年），六次派人向明朝朝贡。明朝政府也曾于永乐六年（1408年）、十二年（1414年）、十八年三次遣使陈诚等人往访。
《清史稿》中称巴达克山。中国清朝乾隆二十四年，兆惠率军平定大小和卓之乱，其部将富德追击叛军首领博罗尼都和霍集占，率军进占巴达克山瓦罕。在此情况之下，巴达克山苏丹出兵击败博罗尼都和霍集占，将二人擒获。由于霍集占与巴达克山仇国塔尔巴斯相勾结，苏丹遂将二人杀死后献给清军，此后巴达克山一度成为清朝属国。后阿富汗国王艾哈迈德·沙·杜兰尼以迎接博罗尼都和霍集占为名威逼巴达克山，迫使其转而归属阿富汗。
19世纪下半叶，阿富汗成为英国属国，巴达克山遂成为英国和俄国大博弈的中心地区之一。1873年，两国达成协议，俄国承认阿富汗对于喷赤河以南的巴达克山和瓦罕走廊的主权，英国则承认俄国对于喷赤河以北的帕米尔高原地区的占领。
1882年俄国与清朝政府簽訂《喀什噶爾界约》，1884年签订《中俄续勘喀什噶尔界约》，规定从乌孜别里山口往南，俄国界线转向西南，中国界线一直往南，中间区域待议。但其后俄军继续扩张，至1892年底，占领了萨雷阔勒岭以西两万多平方公里的土地，并在1895年同英国达成协议，完成了对此区域的划界。至此，巴达克山完全被俄、英两国瓜分。
1882年《喀什噶爾界约》中文本原存於中華民國外交部，現寄存於臺北外雙溪國立故宮博物院恆溫恆濕的庫房。

## 延伸阅读
[在维基数据编辑]
 《欽定古今圖書集成·方輿彙編·邊裔典·八答黑商部》，出自陈梦雷《古今圖書集成》
 《明史卷三百三十二》，出自《明史》
 《清史稿/卷529》，出自趙爾巽《清史稿》